# نوري خضيري
نوري خضيري (بالفارسية: نوری خداياري) لاعب كرة قدم عراقي إيراني. ولد في بغداد ولعب لصالح نادي الأمة ونادي عالية الشرطة (سجل أربعة أهداف في مباراة واحدة فقط). كان معروفًا في العراق باسم نوري قرمان. كان كرديًا فيليًا ولأنه لم يكن يمتلك شهادة جنسية لم يتمكن من التوقيع مع نادي عالية الشرطة (أحد أفضل الفرق في العراق في الستينيات والسبعينيات)، ولهذا السبب غادر العراق لأنه لم يتمكن من التوقيع لأي نادٍ. توفي نوري فجر يوم 6 مارس 2013 في الأهواز بعد إصابته بنوبة قلبية. وقد خلف وراءه خمسة أبناء، ولدين وثلاث بنات.

## مهنة اللعب

### المسيرة الكروية
انتقل نوري إلى إيران في عام 1970، إلى الأهواز، عاصمة محافظة خوزستان. لعب لعدد من أندية الأهواز ثم أمضى موسماً مع نادي أبو مسلم.

### المسيرة الوطنية
كان نوري عضوًا في منتخب إيران لكرة القدم تحت 20 عامًا في بطولة آسيا للشباب عام 1973.

## مهنة إدارية
شغل نوري مناصب تدريبية مختلفة (مدير فني، مدرب رئيسي، مساعد مدرب) مع أندية خوزستان.